# Uichiro Hatta
Uichiro Hatta (n. 10 septembrie 1903 - d. 20 aprilie 1989), a fost un fotbalist japonez.

## Statistici
| Japonia | Japonia | Japonia |
| An      | Meciuri | Goluri  |
| ------- | ------- | ------- |
| 1925    | 2       | 0       |
| Total   | 2       | 0       |